# Skarsjövallen
Skarsjövallen, tidigare Starke Arvid Arena, H.A. Bygg Arena, Markbygg Arena och Uddevalla arena är en idrottsplats i Ljungskile i Uddevalla kommun. Idrottsplatsen har fyra gräsplaner, en konstgräsplan och en grusplan. Man har gjort flera ombyggnader av läktarna. För att möta Svenska Fotbollförbundets krav, så har under 2013 många ståplatser gjorts om till sittplatser. Detta har fortsatt under 2014. Hela förra ståplatsläktaren är nu försedd med tak. Publikkapaciteten har i och med detta minskat till drygt 5 500. Vid behov kan man bygga tillfälliga läktare bakom det östra målet (det närmasta målet på bilden), så att arenan kan ta emot cirka 6 000 åskådare. Arenan är Ljungskile SK:s hemmaarena. 
Publikrekordet på 7 128 åskådare är från en match mot IFK Göteborg i Allsvenskan 2008.

## Arenans namn
Skarsjövallen har sedan slutet av år 2005 haft namnsponsorer. I slutet av 2005 gick H.A. Bygg in som namnsponsor vilket gav namnet H.A. Bygg Arena säsongerna 2006 och 2007. Säsongen 2008 döptes arenan till Starke Arvid Arena efter att Starke Arvid AB gått in som namnsponsor. Detta namn behölls i tre säsonger (2008, 2009 och 2010). I februari 2011 gick H.A. Bygg åter in som namnsponsor, men redan i april 2011 döptes H.A. Bygg om till Markbygg vilket innebar att arenan fick namnet Markbygg Arena för de två säsongerna 2011 och 2012. Båda företagen är lokala och har kontor i Uddevalla kommun. För säsongerna 2013-2014 har namnet varit Skarsjövallen igen. Från 2015 heter idrottsplatsen Uddevalla Arena till följd av ett avtal mellan Uddevalla kommun och Ljungskile SK. Sedan 2017 heter arenan ånyo Skarsjövallen.
- – 2005: Skarsjövallen
- 2006 – 2007: H.A. Bygg Arena
- 2008 – 2010: Starke Arvid Arena
- 2011 (feb–apr); H.A. Bygg Arena
- 2011 (apr) – 2013 (apr): Markbygg Arena[6]
- 2013 (maj) – 2015 (apr): Skarsjövallen
- 2015 (apr) - 2017: Uddevalla Arena
- 2017 - : Skarsjövallen

## Ägare
Ljungskile SK.